# لوك سوتون
لوك سوتون (4 أكتوبر 1976 في المملكة المتحدة - ) (بالإنجليزية: Luke Sutton)‏ هو لاعب كريكت بريطاني. لعب مع نادي مقاطعة ديربيشاير للكريكت ‏ ونادي مقاطعة لانكشر للكريكت ‏ ونادي مقاطعة سومرست للكريكت ‏.

## وصلات خارجية
- لوك سوتون على موقع إي آس بي آن كريك إنفو (الإنجليزية)